# 価値あるイタリア
価値あるイタリア（かちあるイタリア、イタリア語: Italia dei Valori, "IdV"）は、イタリアの政党である。党首は、アントニオ・ディ・ピエトロ（初代）。

## 概要
タンジェントポリを検事として主導し、第1次プローディ内閣の公共事業相であったディ・ピエトロが1998年に結成。
単純小選挙区制、連邦制の導入を主張している。欧州自由民主改革党に所属している。

## 歴史
ディ・ピエトロが、1997年に上院補欠選挙に出馬、当選し翌1998年に結成した。
同年、プローディが結成した新党・民主主義者に参画する。しかし、ジュリアーノ・アマートの首相就任に反発したディ・ピエトロは離党、IdVを再結成する。
2008年の総選挙では民主党連合に所属した。任期を前倒しする形で2013年2月に行われた総選挙では、民主党を中心とする連合（イタリア良きコムーネ）ではなく、共産主義再建党など左派政党を中心とした政党連合（市民革命）に参加して選挙に挑んだが、阻止条項を突破できず全議席を失う結果となった。

## 価値あるイタリア執行部・役員一覧表

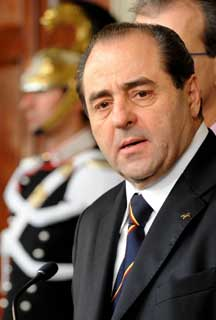
党首： アントニオ・ディ・ピエトロ

- 党首：
アントニオ・ディ・ピエトロ